# ترمس مبهرج
الترمس المبهرج (باللاتينية: Lupinus spectabilis) نوع نباتي يتبع جنس الترمس من الفصيلة البقولية المعروفة بقدرتها على تثبيت النيتروجين الجوي من خلال بكتيريا المستجذرة.
موطنه جبال سييرا نيفادا في ولاية كاليفورنيا الأمريكية.

## الوصف النباتي
نبات عشبي حولي قد يصل ارتفاعه إلى 60 سم. أوراقه مركبة كفية، تضم كل واحدة منها عادة تسع وريقات. الساق موبرة. الأزهار زرقاء. الثمرة قرن يصل طوله إلى 5 سم.